# Land Hadeln

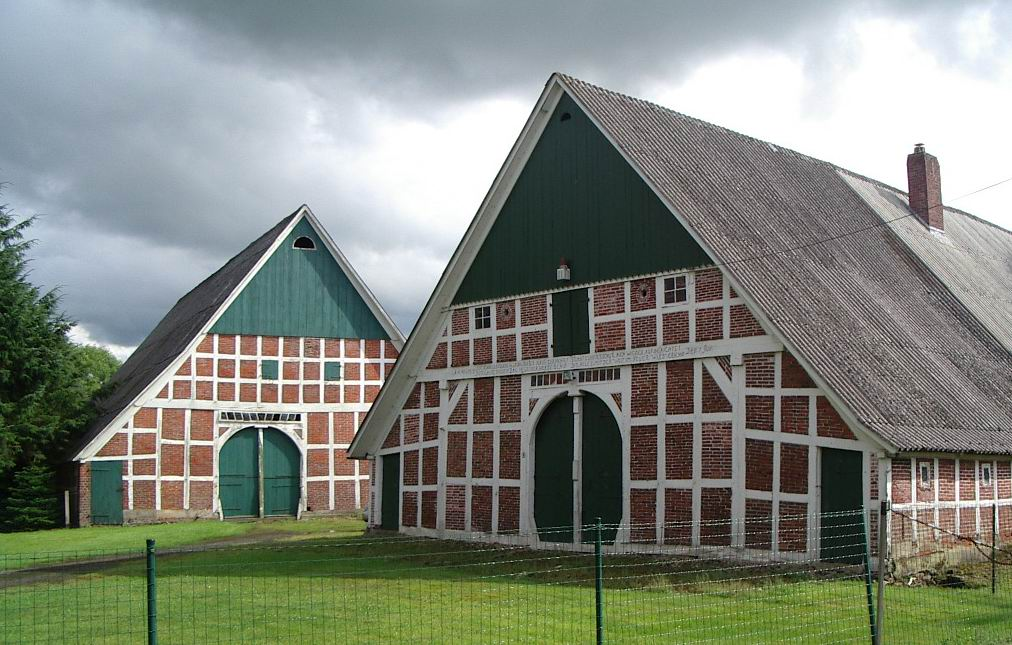
Casas de campesinos en Nordleda.

El Land Hadeln es un paisaje histórico y un distrito ubicado en Otterndorf (Baja Sajonia) en el triángulo entre la desembocadura del río Weser sobre el río Elba.
El nombre se remonta a un lugar (latín: locus) llamado Haduloha en los Anales Francos Reales, que debió estar en el norte de la cordillera morrena de Hohe Lieth, al oeste del actual Cuxhaven. Historiadores entusiastas de finales del siglo XIX y principios del XX postularon un Gau (distrito) en sajón antiguo con ese nombre, pero no hay evidencia de esta teoría.
En la Edad Media, el Land Hadeln era una comunidad rural bastante, pero no perfectamente autónoma, que aplicaba la ley sajona. Nominalmente, pertenecía a los duques de Sajonia-Lauenburg, a quienes los notables del país casi habían elegido, porque eran demasiado débiles para gobernar estrictamente.
Por consiguiente, hay que distinguir el Land Hadeln del Land Wursten al oeste de este, que fue una república rural perfectamente autónoma, durante algunos siglos. Era la más oriental de las repúblicas frisonas y aplicaba la ley frisona.

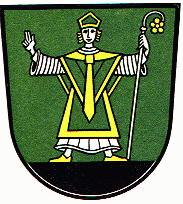
El escudo de armas con el santo patrón, San Nicolás con la túnica de obispo

## Geografía
Hoy en día, el nombre "Land Hadeln" se restringe principalmente a los diques pantanosos en la bahía de las tierras bajas al sur del estuario del Elba. Estaba rodeada por depósitos de agua de deshielo con abundantes arenas y morrenas de la glaciación del Saale (Pleistoceno), como las crestas de geest del Hohe Lieth al oeste, las tierras elevadas llamadas Westerberg (56 m sobre el NN) y las llamadas Wingst (74 m sobre el NN) al este. Al sur, entre las islas de geest  se extienden extensas zonas de pantanos y ciénagas elevadas, que han sido cultivadas sin embargo, aparte de un pequeño remanente de terreno en Ahlenmoor.
La propia marisma, que forma parte de las marismas del Elba, está dividida a su vez en la fértil marisma, la llamada Hochland ("tierra alta", unos 1-2 m sobre el NN; comprende gran parte del actual municipio colectivo de Hadeln), y el Sietland al borde de las marismas. El drenaje es difícil y se realiza principalmente en la estación de bombeo (Schöpfwerk Otterndorf) de Otterndorf, así como en la pequeña esclusa cerca de Altenbruch. En Otterndorf se bombean las aguas del río Medem y sus numerosos afluentes, así como las aguas del Canal de 

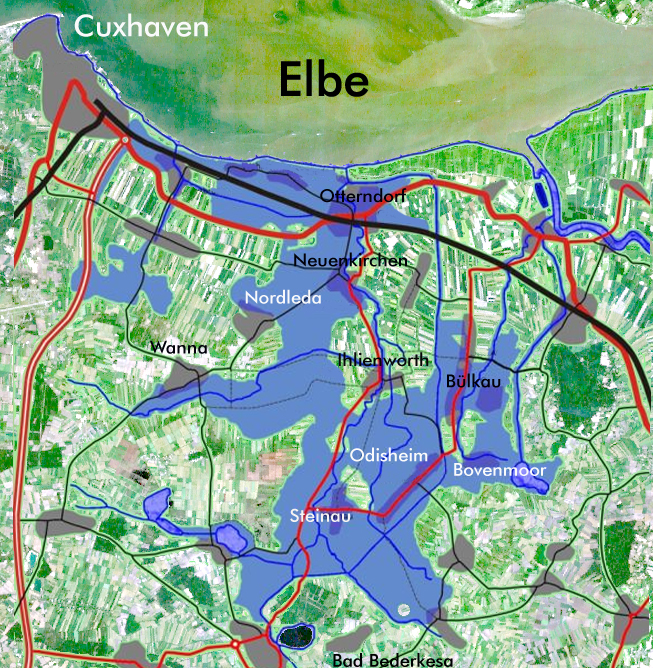
Tierra inundada por una "pequeña" ola de tormenta de sólo 4,50 m cuando se rompió un dique en Glameyer Stack, Otterndorf.

Hadeln y del Canal de Navegación Elba-Weser. Hasta ahora la zona, en particular el Sietland inferior que se encuentra a unos 0,8 m por debajo de NN, estaba en peligro crónico de inundación.
El Land Hadeln se encuentra en la región del Bajo Elba. Su proximidad al estuario del Elba y al Mar del Norte conlleva el peligro de que, en caso de ruptura de un dique durante una marea de tempestad, la zona, que se encuentra justo por encima del nivel del mar, sufra grandes inundaciones.
Tradicionalmente, la tierra se utilizaba para la ganadería, con pastos y cría de ganado en la zona de geest y en el Sietland, y  para la agricultura y la fruticultura en el Hochland.
Tras el cierre de la fábrica de cemento en Hemmoor, el número relativamente pequeño de trabajadores industriales disminuyó aún más. Muchos trabajadores ahora viajan a los puertos de Cuxhaven, Bremerhaven y Stade. La importancia económica del turismo, especialmente en los balnearios de Otterndorf y los lagos cerca de Bad Bederkesa, aumenta constantemente. 

## Historia

### Edad Media
El primer registro escrito de Hadeln se encuentra a finales del siglo X en la crónica de la tribu sajona (Stammessage) de Viduquindo de Corvey. En otras crónicas medievales la zona "donde el océano lava Sajonia" ("wo der Ozean Sachsen bespült") se llama Haduloha o Hatheleria. En el 797 d. C., se supone que Carlomagno avanzó a Hadeln durante una campaña contra los sajones y frisones. 
Durante las invasiones vikingas de los siglos IX a XI, Hadeln era parte del condado de Lesum. En el siglo X, los Udónidas establecieron el Condado de Heilangau, más conocido por su posterior nombre de Condado de Stade. En 1063, los Udónidas se hicieron vasallos del arzobispado de Bremen, pero siguieron siendo, como sus vasallos, los gobernantes directos del condado. Alrededor de 1100, comenzó el desarrollo de la zona pantanosa de acuerdo con los derechos de Holler (Hollerrecht). Con el aumento de las tierras cultivables y de la población, Hadeln se separó del condado de Stade como condado por derecho propio, y se convirtió en objeto de disputa, tras la muerte del conde Rodolfo II, entre el arzobispo Hartwig I de Bremen y Enrique el León, que inicialmente prevaleció. Tras el desacuerdo del duque de Welf con Federico Barbarroja y su deposición por el Emperador, este concedió los derechos ducales para Sajonia oriental a los Ascanios. En tiempos de Enrique, el arzobispo de Bremen se alió con Hartwig II. Tras la muerte del hijo de Enrique el León, Enrique V, el condado de Stade volvió al Arzobispado. El autogobierno de Hadeln, bajo Schultheißen y Schöffen, se había fortalecido y aceptó al ascanio, el duque Bernardo III, como gobernante en 1210/11. 
Después de eso, el estado de Hadeln formó una república de granjeros en gran parte independiente bajo el débil señorío de los duques de Saxe-Lauenburg. Con cada cambio de gobernante, el pueblo de Hadeln vio reafirmadas sus libertades y privilegios en el Warningsacker (lugar de encuentro legal) entre Otterndorf y Altenbruch. A diferencia del vecino estado de Wursten, la abadía de Neuenwalde y las familias aristocráticas locales también pudieron poseer tierras dentro del estado, sin obtener una gran influencia política sobre el mismo.
Después de que en 1393 el Schloss Ritzebüttel cambiara de manos de la familia Lappe a Hamburgo, la influencia de la ciudad hanseática comenzó a hacerse sentir con la fundación del distrito de Amt Ritzebüttel. (hoy Cuxhaven) en 1394 en Land Hadeln. En Otterndorf, a la que se le concedió su carta puebla en 1400 y donde se estableció tempranamente una escuela de latín, los ciudadanos de Hamburgo ayudaron a reconstruir el castillo, que había sido destruido previamente por el arzobispo de Bremen, y de 1407 a 1481 el territorio fue incluso un feudo de Hamburgo. Sin embargo, cuando los hamburgueses intentaron monopolizar la exportación de trigo, estalló una rebelión en 1456. Después de que el conflicto terminara en un punto muerto, se llegó finalmente a un compromiso duradero entre los poderes del Amtmann o conde de Otterndorf y las autoridades, por lo demás independientes, del estado de Hadler (Hadler Stände)